# Festival de Viña del Mar 2019
 (février 2019).
Si vous disposez d'ouvrages ou d'articles de référence ou si vous connaissez des sites web de qualité traitant du thème abordé ici, merci de compléter l'article en donnant les références utiles à sa vérifiabilité et en les liant à la section « Notes et références ».

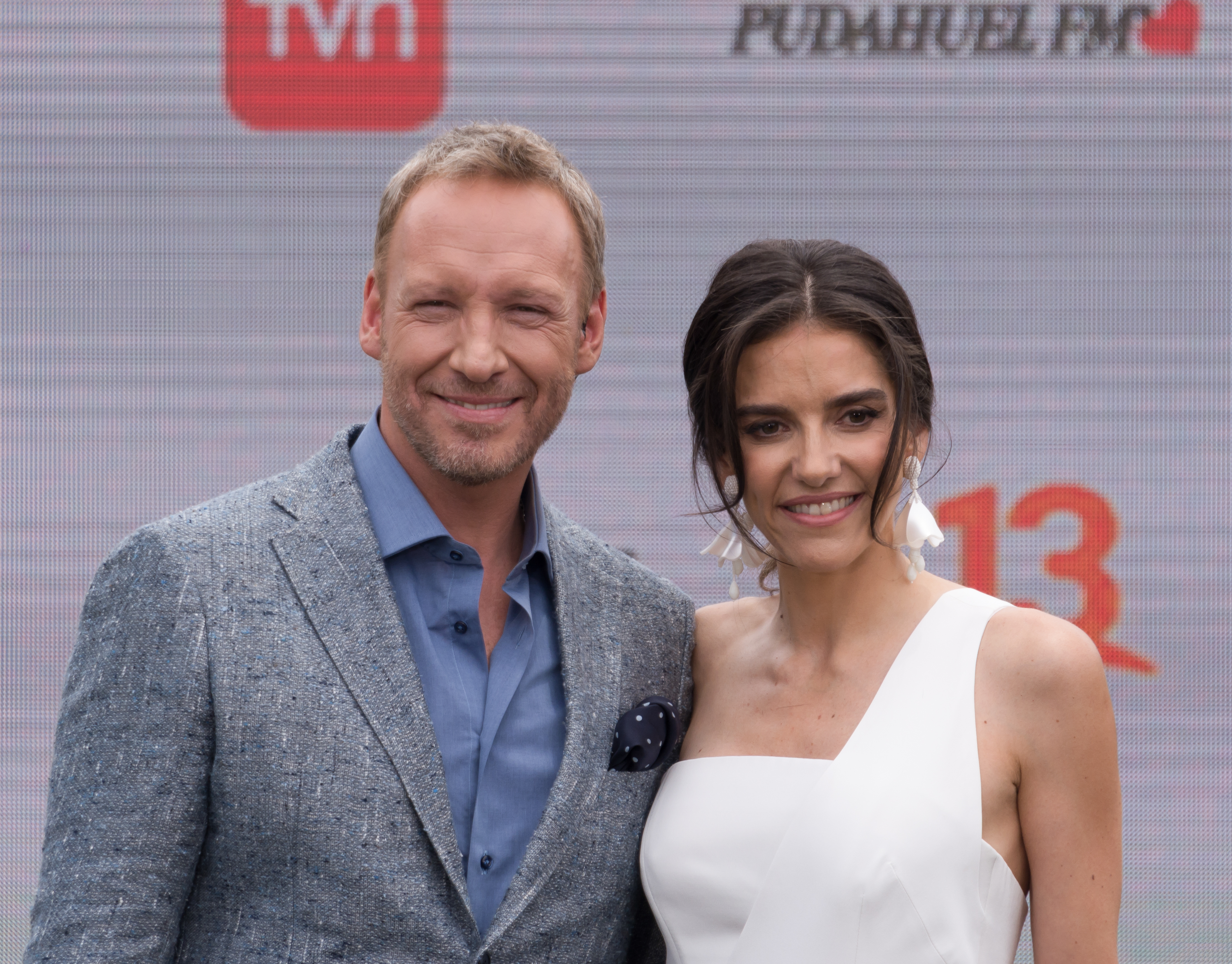
Les présenteurs de la version 2019 du festival Martín Cárcamo et María Luisa Godoy.

Le LX Festival de la Chanson de Viña del Mar sera l'édition 2019 du festival. Le festival sera transmis le 24 février jusqu'au 1er mars 2019. Il sera fai sur l'amphithéatre de la Quinta Vergara à Viña del Mar, Chili.

## Artistes

### Musiciens
- Camila Gallardo
- Sebastián Yatra
- David Bisbal
- Raphael
- Marco Antonio Solís
- Yuri
- Carlos Rivera
- Wisin & Yandel
- Marc Anthony
- Bad Bunny
- Becky G
- Backstreet Boys

### Humour
- Felipe Avello
- Jani Dueñas
- Dino Gordillo
- Mauricio Palma
- Jorge Alís
- Bonco Quiñongo

## Compétences

### Genre folklorique
| Pay       | Nom                | Chanteur            |
| --------- | ------------------ | ------------------- |
| Argentine | Justo ahora        | Destino San Javier  |
| Bolivie   | Me cansé de amarte | Ch'ila Jatun        |
| Chili     | Y arderán          | Benjamín Walker     |
| Colombie  | Que me beses       | Grupo Kvras         |
| Panama    | Mi tierra te llora | Margarita Henríquez |
| Pérou     | Una misma sangre   | Nicole Pillman      |

### Genre international
| Pay      | Nom                    | Chanteur              |
| -------- | ---------------------- | --------------------- |
| Chili    | Por algo fue           | Neven Ilic            |
| Colombie | Tu culpa               | Martina, la Peligrosa |
| Cuba     | Un pasito por América  | Boni y Kelly (BNK)    |
| Équateur | El innombrable         | Dayanara              |
| Panama   | Pégate sexy y La Chama | Mr. Saik              |
| Pérou    | Ya no más              | Susan Ochoa           |